# Varannai Aurél
Varannai Aurél, született Stern (Budapest, 1900. szeptember 13. – Budapest, 1989. december 16.) magyar író, újságíró, műfordító, irodalomtörténész. Varannai István jogász testvére.

## Élete
Édesapja Stern József (1860–1928) magyar királyi tanácsos, közjegyző, tíz éven át az Óbudai Zsidó Hitközség elnöke, édesanyja Fleischner Anna (1874–1932) volt.
Stern Aurél néven született Óbudán a Zichy utca 7. szám alatt. Középiskolai tanulmányait 1910-ben kezdte meg az Árpád Gimnáziumban és kitűnő tanulmányi eredményt ért el. 1918-ban érettségizett, s még ugyanebben az évben besorozták és behívták katonának. 1920-ban folytatta tanulmányait a budapesti Pázmány Péter Tudományegyetem Jog- és Államtudományi Karán. 1921-ben a párizsi Sorbonne Egyetemen tanult, ahol esztétikai licenciátust szerzett. Tanulmányai közben tudósításokat küldött Budapestre Az Újságnak. 
1922-es hazatérése után Az Újság belső munkatársa, és ezzel egy időben az Országos Magyar Kereskedelmi Egyesülés (OMKE) titkára volt. A lapban főleg közgazdasági cikkeket írt, de megjelentek novellái és kritikái is. 1935-től a londoni The Economist magyarországi tudósítója lett. Az Economistban támadta Imrédy Béla akkori miniszterelnök politikáját, akivel közeli baráti viszonyt ápolt. Az Újság vezércikkében Bethlen István pénzügyi intézkedéseit kritizálta. 1939-ben rövid időre internálták, majd a második világháború alatt katonai fegyház és büntetőtábor foglya volt. 
1946-tól 1948 augusztusáig a Reuters hírügynökség magyarországi tudósítója volt. Ekkor hűtlenség vádjával állították bíróság elé, de a vádat sajtó útján elkövetett rágalmazásra változtatva nyolc hónap után, 1949 áprilisában kiszabadult. Állás nélkül maradt és ekkor sógora, az Angliában élő Káldor Miklós közgazdász támogatta. 1951 nyarán kitelepítették Karácsondra. A kitelepítés alatt klerikális izgatás vádjával került bíróság elé. 15 évnyi börtönbüntetésre ítélték. Feleségét és kislányát is kitelepítették a Hortobágyra, ők már 1953-ban szabadulhattak, amikor Nagy Imre kormánya megszüntette az internálásokat, ám ő csak 1956 szeptemberében szabadult. 
Az 1956-os forradalom alatt a New York Times tudósítója volt. 1957-től esszé- és tanulmánykötetei jelentek meg. Az angol-magyar kulturális érintkezés számos eddig ismeretlen értékére hívta fel a figyelmet. Cikkeiben a miszticizmus, a szürrealizmus, az egzisztencializmus nyomait kísérte végig a hatvanas évek amerikai irodalmában. Számos műfordítása jelent meg, többek között Harold Pinter Beckett, Arthur Miller és Gabrielle Colette műveit ültette át magyar nyelvre.

## Családja
Házastársa Káldor Edit Etelka volt, Káldor Gyula (1870–1932) ügyvéd, kormányfőtanácsos és Adler Janka lánya, akivel 1928. május 30-án Budapesten kötött házasságot. Testvérei Varannai István és Varannai György Samu (1897–1944) voltak.

## Művei
- A letört nemzedék (Világirodalmi Figyelő, 1963. 3. sz.)
- John Bowring és a magyar irodalom (Budapest, 1967)
- Angliai visszhang (Budapest, 1974)
- J. A. Blackwell: Rudolf of Varosnay. Tragédia (fordítás, Budapest, 1977)
- Toll és bilincs. Egy liberális újságíró élete; sajtó alá rend. Detre Józsefné; Gondolat, Bp., 1989

## Díjai, elismerései
- Aranytoll (1988)
- Magyar Népköztársaság Csillagrendje (1985)